# Lucapa
Lucapa is een stad in het noordoosten van Angola, het is de voormalige hoofdstad van de provincie Lunda Norte. Het ligt op een hoogte van ongeveer 900 meter boven zeeniveau op een relatief vlak, enigszins golvend plateau. De omgeving heeft een tropisch savanneklimaat. De gemiddelde neerslag bedraagt rond 1.400 mm per jaar, de droge periode duurt van mei t/m augustus.
Het aantal inwoners bedraagt ongeveer 85.000 maar is moeilijk te schatten door de grote verplaatsingen van de bevolking tijdens de Angolese burgeroorlog, en de daarna volgende terugkeer. In de laatste maanden van 2018 werden nog enkele duizenden immigranten die afkomstig zijn uit Congo-Kinshasa teruggestuurd. Dezen waren de voorgaande jaren toegestroomd met de intentie iets te kunnen verdienen in de diamantwinning. Volgens de volkstelling van 2014 bedroeg het aantal inwoners van de hele município Lucapa 154.000 personen; voor 2018 werd een geschat aantal verwacht van 174.000.
De belangrijkste economische activiteit van de stad is mijnbouw. Enkele duizenden inwoners vinden werk in de diamantwinning door een coöperatie gevormd door de mijnbouwbedrijven Sociedade Mineira Do Lulo en ITM Mining. Een derde onderneming, die vooral bestaat uit hoge militairen, ook gepensioneerde, heeft een klein aandeel in de mijnbouw-activiteit. Dit kan duiden op de invloed die ze nog hebben op de Angolese regering, en op hoever de regering moet gaan om zich van stabiliteit in het leger te verzekeren.
Bestuurlijk maakt Lucapa deel uit van de gelijknamige stedelijke kring (Município) waartoe vier gemeenten behoren:
- Camissombo
- Capaia
- Lucapa
- Xá Cassau